# Samadrexha
Samadrexha (albanisch auch Samadrexhë oder ugs. Lumkuq/-i, serbisch Самодрежа Samodreža) ist ein Dorf in der Gemeinde Vushtrria im Kosovo.

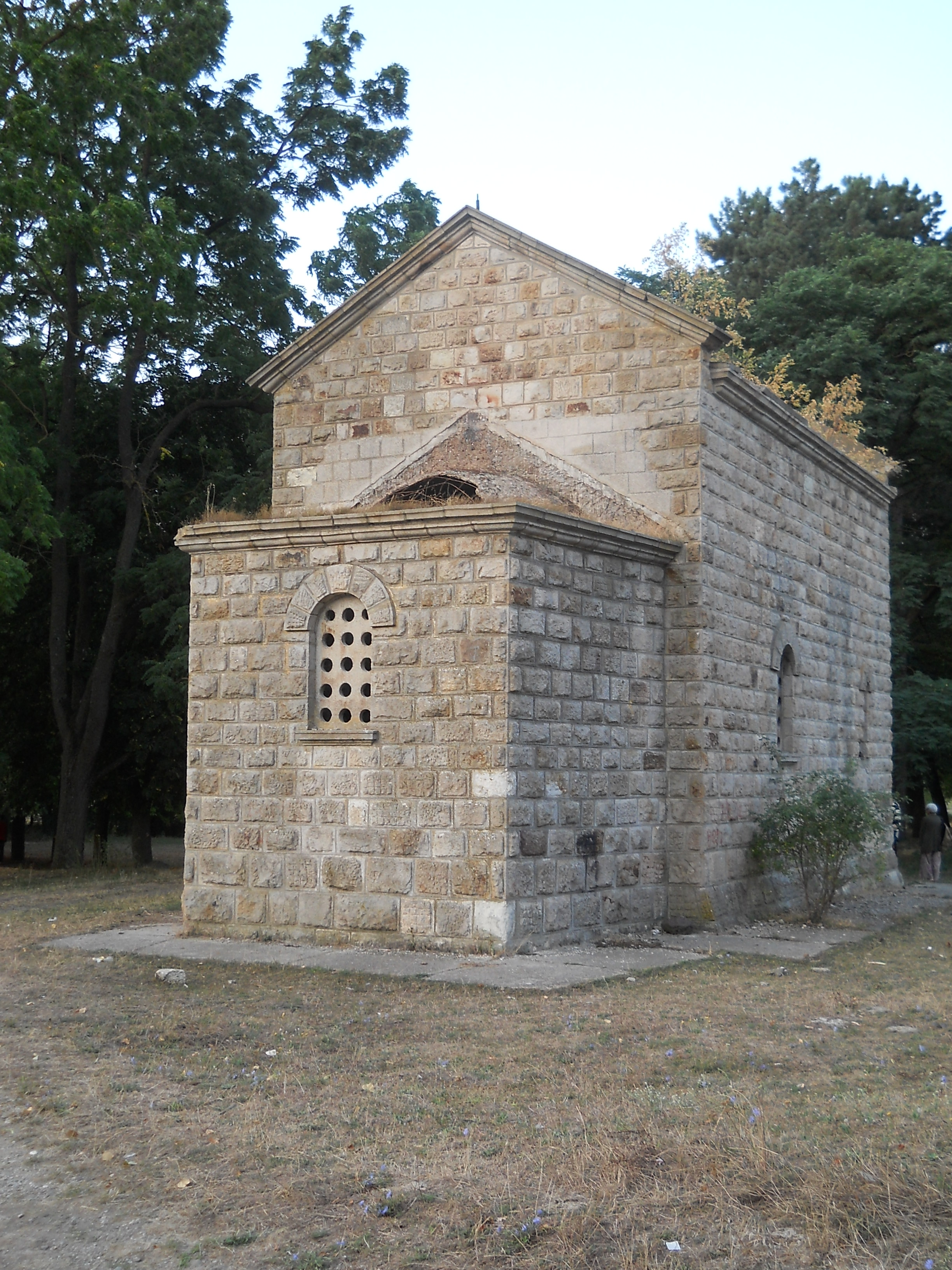
Die Kirche von Samadrexha (erbaut im 14. Jahrhundert)

## Geschichte
Die Kirche von Samadrexha (albanisch Kisha Samadrexhë oder Kisha e Shën Llazarit) wurde im 14. Jahrhundert erbaut und im 20. Jahrhundert renoviert.

## Bevölkerung
Die 2011 durchgeführte Volkszählung ergab für Samadrexha eine Einwohnerzahl von 1321, wovon sich 1319 (99,85 %) als Albaner bezeichneten.
| Jahr      | 1948 | 1953 | 1961 | 1971  | 1981  | 1991  | 2011  |
| --------- | ---- | ---- | ---- | ----- | ----- | ----- | ----- |
| Einwohner | 842  | 927  | 979  | 1.165 | 1.396 | 1.515 | 1.321 |

Die Volkszählung ergab, dass das Dorf 1321 Einwohner hat und davon alle Muslime sind.

## Sport
In Samadrexha gibt es verschiedene Aktivitäten vor allem Handballsport. Samadrexha hat zwei Handball-Teams, ein Damen- und ein Herren-Team.